# 池田朋子
池田 朋子（いけだ ともこ、1987年11月20日 - ）は、日本の声優、舞台女優。神奈川県出身。ケッケコーポレーション所属。

## 略歴
勝田声優学院、テレビ朝日アスク、新国立劇場演劇研修所出身。
以前は俳優マネイジメント事務所ストローハウスに所属していた。

## 人物
特技には落語、日本舞踊、英語をそれぞれ挙げている。資格は英検1級、TOEIC900点、剣道初段をそれぞれ持っている。

## 出演
太字はメインキャラクター。

### テレビアニメ
2018年
- だがしかし2（小学生C）
- ベイブレードバースト 超ゼツ（2018年 - 2019年、赤刃アイガ）
- ほしの島のにゃんこ（トト）

2019年
- ゾイドワイルド（ワラビ）

2020年
- 歌舞伎町シャーロック（アナウンサー）
- ゾイドワイルド ZERO（マリアの母）
- 富豪刑事 Balance:UNLIMITED（おばちゃん、子供、レポーター）

2021年
- 聖女の魔力は万能です（女性貴族）

2022年
- ヒーラー・ガール（ハンナ）

2023年
- TRIGUN STAMPEDE（トニス）
- 魔法少女マジカルデストロイヤーズ（母親）
- 山田くんとLv999の恋をする（椿 母）
- SHY（大家）

2024年
- わんだふるぷりきゅあ!（2024年 - 2025年、小学生、チョコ、キラリンライオン、羊田、猿渡 他）
- トリリオンゲーム（オンライン仲間、アメリカ選手）

2025年
- BanG Dream! Ave Mujica（カメラマン、音響監督）
- TO BE HERO X（編集長）

### 劇場アニメ
- HELLO WORLD（2019年、館内放送）

### Webアニメ
- ベイブレードバースト ガチ（2019年 - 2020年、赤刃アイガ）
- ベイブレードバースト スパーキング（2020年 - 2021年、赤刃アイガ）

### ゲーム
- ベイブレードバースト バトルゼロ（2018年、赤刃アイガ）
- ガンビット（2019年）
- 9 R.I.P.（2023年、逸色翼[14]）
- 聖剣伝説 VISIONS of MANA（2024年）

### 吹き替え

#### 映画
- スター・クレイジー（英語版）
- ローデッド: 4人の幼稚なミリオネア（英語版）（アビー〈エイミー・フィオン・エドワーズ（英語版）〉）
- ノー・エスケープ 自由への国境
- ザ・サークル
- トレイン・ミッション（シェリー〈ニラ・アアリア〉）
- マンマ・ミーア! ヒア・ウィー・ゴー（若きドナ〈リリー・ジェームズ〉）
- スカイスクレイパー（シア〈ハンナ・クインリバン（英語版）〉）
- シャドー・オブ・ナイト（英語版）
- 人狼
- スリー・ビルボード
- ウエスト・サイド・ストーリー（ルース〈イルダ・メイソン〉[15]）
- ホーンテッドマンション[16]
- Smile スマイル

#### ドラマ
- グレイス&フランキー
- アメリカン・ゴッズ
- アメリカを荒らす者たち（英語版）
- マイ・ブロック（英語版）
- ブラック・アース・ライジング（英語版）
- THE GOOD COP/グッド・コップ（英語版）（ベランダ）
- ハンナ 〜殺人兵器になった少女〜（レイチェル〈リンゼイ・マーシャル（英語版）〉）
- ザ・ボーイズ
- ソーイング・ビー
- ヘチ 王座への道（貞聖王后〈チェ・スイム〉）
- シカゴ・メッド シーズン2（ニーナ・ショア〈パティ・ミュリン〉）
- ザ・コンチネンタル:ジョン・ウィックの世界から（ダベンポート夫人[17]）

#### アニメ
- おさるのジョージ（キーレン、シンシア他）
- トランスフォーマー アーススパーク（女性捜査官、バゲーリ[18]）

### 舞台
- ブルーストッキングの女たち（妖精豆の花[1]）
- インナーヴォイス-内なる声-
- 日本シェイクスピア協会・夏の夜の夢
- 日本ロレンス協会・ホルドイド夫人、夫を亡くす
- リーディング公演・アラビアの夜
- 明治座公演
  - 巴御前
  - 五木ひろし特別講演〜めおと囃子
- オフィスコットーネ公演
  - 走ることは歌うことだ!
  - リボルバー